# Mokřady Liběchovky a Pšovky

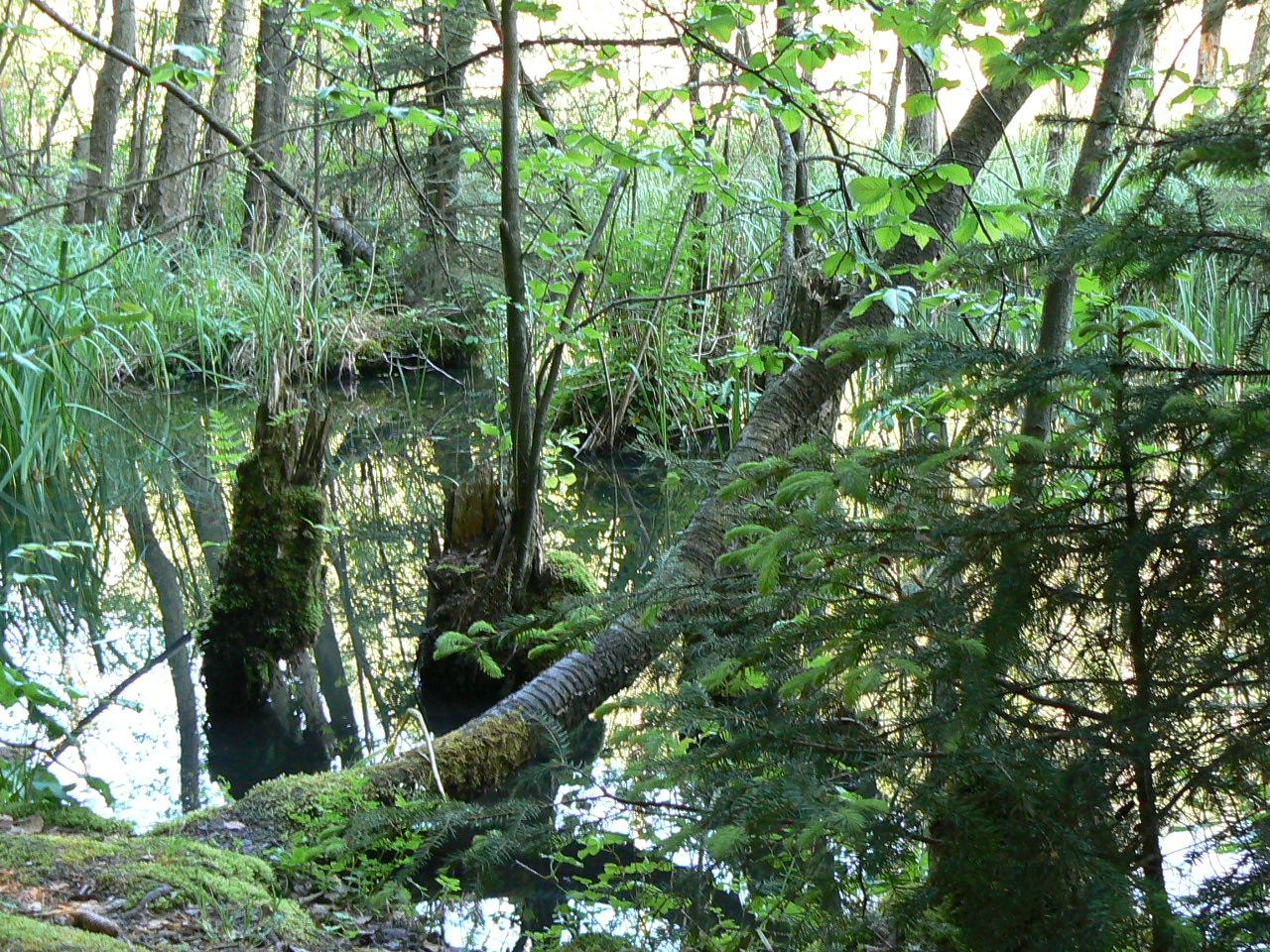
Mokřady poblíž Vojtěchova

Mokřady Liběchovky a Pšovky je mezinárodně významný mokřad, zaregistrovaný dle Ramsarské úmluvy v roce 1998 jako desátý v České republice, rozkládající se v nivách potoků a jejich přítoků. Tvoří ho především mokřadní olšiny, rákosiny a ostřicové mokřady, ale i prameniště, vodní toky, tůně, rybníky, slatiniště a olšovo-jasanové luhy. Koryta potoků často meandrují nebo se rozlévají téměř po celé nivě.

## Rostlinstvo
Vyskytují se zde např.: stulík žlutý, leknín bělostný, bublinatka jižní, potočnice zkřížená, vachta trojlistá, rozpuk jízlivý, kruštík bahenní, upolín evropský, kozlík dvoudomý, přeslička největší, lýkovec jedovatý či kapradiník bažinný[zdroj?]

## Živočišstvo

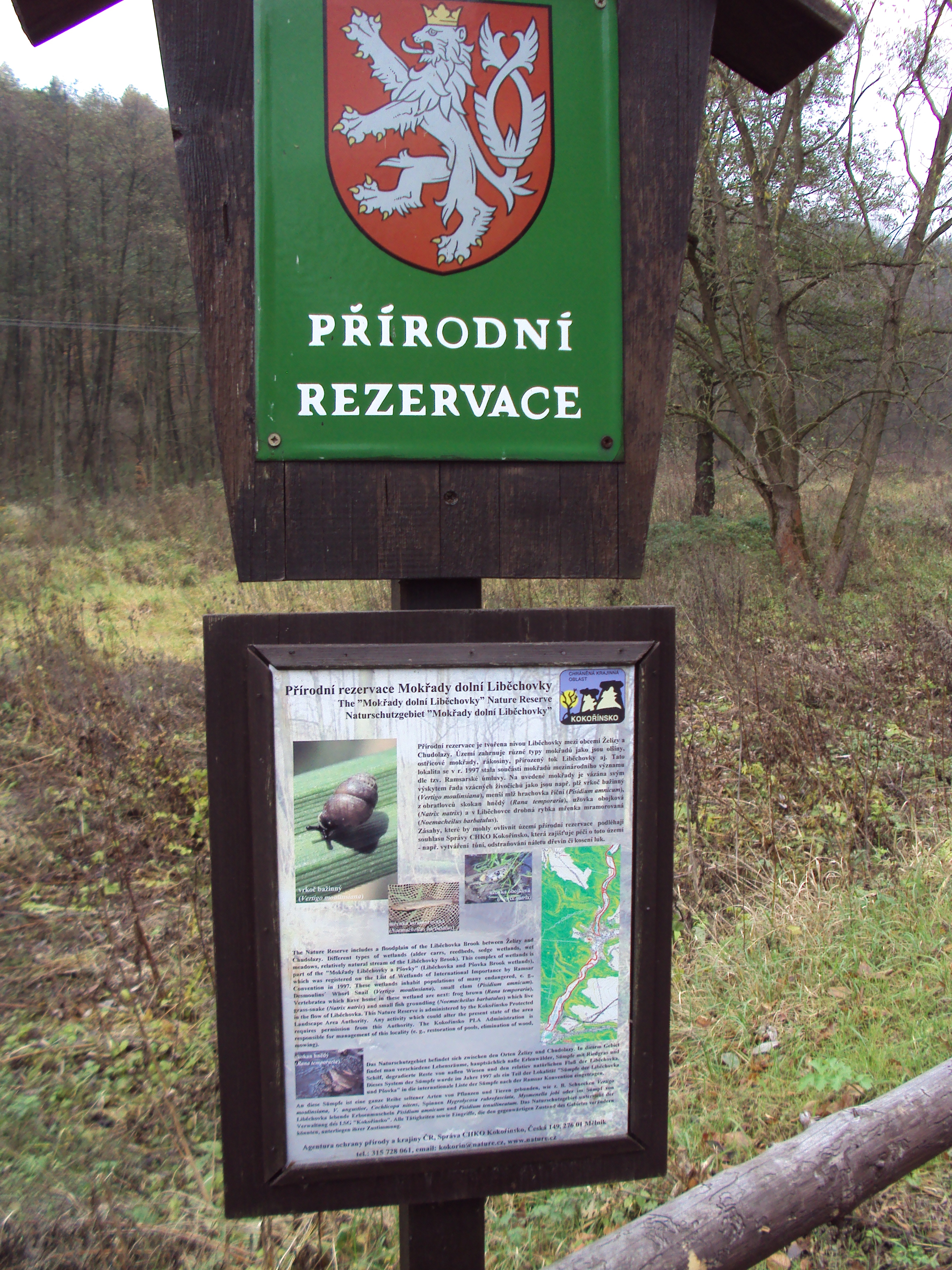
Vyznačení chráněného území dolní Liběchovky

Žijí zde plži, mlži, jepice, chrostíci, pavouci, sekavec podunajský, čolek obecný, čolek horský, mlok skvrnitý, ropucha obecná, skokan hnědý, skokan štíhlý, skokan skřehotavý, ledňáček říční, skorec vodní, konipas horský[zdroj?]

## Rozsah území
Na popisovaném území existuje několik přírodních rezervací a památek, např. v okrese Česká Lípa Mokřady horní Liběchovky a v okrese Mělník Mokřady dolní Liběchovky a Osinalické bučiny. Mokřady se rozprostírají na území CHKO Kokořínsko v zalesněném údolí kolem potoka Liběchovky a jejích přítoků, protíná je frekventovaná silnice od Prahy, Mělníka do Dubé a České Lípy. Železniční trať poblíž nevede, u silnice na území mokřadů je řada autobusových zastávek.